# Nicolás Gómez Dávila
Nicolás Gómez Dávila (18. května 1913 Bogota – 17. května 1994 tamtéž) byl kolumbijský filosof. Svůj základní postoj, zaměřený proti moderně, vyjadřoval převážně v aforismech a fragmentech; od 90. let 20. stol. je jeho myšlení recipováno hlavně v Německu.

## Život
Narodil se v rodině bohatého obchodníka španělského původu. Školní docházku absolvoval v Paříži, kde se naučil francouzsky, anglicky, latinsky a řecky; později si osvojil ještě italštinu, portugalštinu, němčinu a krátce před smrtí dánštinu (aby mohl v originále číst Kierkegaardova díla). Na univerzitě nikdy nestudoval. V r. 1936 se vrátil do Kolumbie, kterou až na několikaměsíční cestu po Evropě r. 1949 už nikdy neopustil. Žil poměrně osaměle ve vile na předměstí Bogoty; za svou pravou vlast pokládal svou knihovnu, která ke konci jeho života zahrnovala asi 30 000 svazků téměř ve všech západních jazycích.

## Myšlení
Gómezovo myšlení je výrazně antimoderní; je kritikou moderny, osvícenství, průmyslové společnosti, víry v pokrok, demokracie, radikálního liberalismu i marxismu. Sám Gómez své myšlení označuje jako reakční a konzervativní.
Gómezovy spisy mají esejisticko-aforistický charakter; souvislým obrazem světa podle něj disponuje jen Bůh, člověk žije mezi fragmenty a jedině fragment je tedy výrazem poctivého myšlení. Systematický obraz světa nebo i jen souvislý text znamená násilí na inkoherenci věcí, na „zlomech v bytí“. Jde navíc o argumentační strategii: proti dogmatismu dnešního člověka nelze podle Gómeze používat systematickou argumentaci; na každou moderní myšlenku, která se objeví, je jako při partyzánském boji nutno „střílet z každého postavení a z každé zbraně, která je k dispozici“.
Gómez psal své texty pro sebe, svou rodinu a okruh spřátelených intelektuálů; o šíření svého díla nejevil velký zájem. Až od devadesátých let 20. století začal jeho myšlenky šířit italský filosof Franco Volpi, ozvuk našly zejména v Německu (odvolával se na ně mj. Ernst Jünger a Robert Spaemann).

## Citáty
- „S civilizací je konec, když zemědělství přestane být životní formou a stane se průmyslem.“
- „Ke zničení civilizace není třeba násilí. Každá civilizace zemře na lhostejnost k jedinečným hodnotám, které ji vytvořily.“
- „Svět je dnes přeplněn zbytečnými, ošklivými, hloupými technickými věcmi; domnělému pohodlí se obětuje každá krása.“
- „Moderní člověk ochotně přijme libovolný chomout, jen když ruka, která ho nasazuje, je neosobní.“
- „Lidská přirozenost není produkt společnosti, nýbrž její příčina.“
- „Tím, co přitahuje, i sexuálně, není tolik nahé tělo, jako spíš vtělená duše.“
- „Myšlenka ‚svobodného rozvoje osobnosti‘ se zdá vynikající, dokud nenarazíme na individua, jejichž osobnost se svobodně rozvinula.“
- „Od Boha nás nevzdaluje smyslovost, nýbrž abstrakce.“
- „Filosof, který přijme vědecké pojmy, předurčuje své závěry.“

## Dílo (výběr)
- Notas I (Poznámky I), 1954
- Textos I, 1959.
- Escolios a un texto implícito (Vysvětlivky k nenapsanému textu); Sucesivos escolios a un texto implícito (Další vysvětlivky k nenapsanému textu); Nuevos escolios a un texto implícito (Nové vysvětlivky k nenapsanému textu), všechny tři svazky souhrnně 2006.
- O ľudskom údele. Zvolen: Sol Noctis, 2020, ISBN 978-80-99977-03-8